# Herr Vogt
Herr Vogt es un libro del filósofo y científico social alemán Karl Marx. Es una respuesta a la polémica que le enfrentó a Carl Vogt en 1859-1860.

## Historia
En 1859 el científico natural alemán Carl Vogt publicó Studien zur gegenwärtige Lage Europas («Ensayos sobre la actual situación europea»), dando una visión bonapartista sobre la política de la época. Pronto fue contestado por otro panfleto, publicado anónimamente: Zur Warnung («A modo de advertencia»), en donde era acusado de corrupción; dicha imputación fue compartida por los periódicos Das Volk y Allgemeine Zeitung. Vogt inició acciones legales contra este último diario, y aunque no pudo vencer en la demanda, se lo consideró ganador moral, y publicó Mein Prozess gegen die Allgemeine Zeitung («Mi proceso contra el Allgemeine Zeitung»), acusando a Marx de ser no sólo autor del panfleto anónimo, sino también de ser un espía policial e incurrir en el chantaje. Esta calumnia tuvo eco en la prensa, especialmente en el National-Zeitung, periódico que Marx quiso demandar (pero las autoridades judiciales no se lo permitieron). El filósofo de Tréveris contestó a Vogt con un libro en 1860: Herr Vogt («Señor Vogt»).

## Contenido
El libro contiene un prólogo y doce capítulos:
- I - La Banda de Azufre: Vogt acusaba a Marx de ser jefe de una asociación denominada así, Marx lo rechaza y aclara la historia de ese grupo;
- II - Los Bürstenheimer: este era un nombre que Vogt daba por sinónimo del grupo anterior, Marx asegura que es inventado y exige que Vogt muestre aunque sea una de las centenares de cartas extorsivas que le adjudica;
- III - Asuntos Policiales: Marx refuta acusaciones de conspiración de Vogt;
- IV - La Carta de Techow: respuesta a otra imputación de conspiración, vinculada a la historia de la Liga de los Comunistas;
- V - Regente Imperial y Conde Palatino: breve capítulo burlesco;
- VI - Vogt y el Nuevo Diario Renano: sobre la época de ese diario dirigido por Marx y los sucesos de 1848;
- VII - La Campaña de Augsburgo: sobre Zur Warnung;
- VIII - Dâ-Dâ Vogt y sus Ensayos: análisis del panfleto de Vogt;
- IX - Agencia: sobre la política suiza;
- X - Patronos y Cobandidos: análisis de sucesos diplomáticos y de los aliados de Vogt;
- XI - Un Proceso: sobre los intentos de demanda de Marx contra el National-Zeitung;
- XII - Suplementos: documentos diversos.

En algunas ediciones se incluye al final un artículo de Friedrich Engels titulado Nuevamente el señor Vogt, originalmente publicado en 1871 en Volkstaat, en el que se menciona que Vogt recibió 40.000 francos del gobierno bonapartista, lo cual pudo saberse al caer el Segundo Imperio en 1870.

## Ediciones
Fue publicado por primera vez en 1860 en Londres, Reino Unido, ciudad en que residía Marx por estar exiliado, por A. Petsch & Co. Pronto se convirtió en uno de los libros más difíciles de conseguir de Marx y fueron pocos los ejemplares que llegaron al continente, donde la polémica contra Vogt tenía mayor relevancia. En 1927 una reproducción fotográfica fue publicada por Verlag von Rudolf Liebing de Leipzig, Alemania. En 1961 fue publicado por el Instituto de Marxismo-Leninismo del CC del PSUA a través de Karl Dietz Verlag Berlín, en uno de los tomos de Werke («Obras» de Marx y Engels). Esta edición fue reimpresa en 1972.
En castellano fue publicado por primera vez por Editorial Lautaro de Buenos Aires, Argentina, como parte de su colección El Pensamiento Marxista, en 1947, traducido por Gabriela Moner; esta edición le dejó el título original. En 1974 apareció una segunda edición, por Editorial Zero de Madrid, España, como parte de su Biblioteca Promoción del Pueblo, con el título Señor Vogt y asegurando que era la primera vez que se traducía a este idioma; fue traducido por Carlos Díaz. En 1977 Juan Pablos Editor de México D. F., México, reimprimió la traducción de Gabriela Moner, pero con el título El señor Vogt.
Al francés sólo se tradujo una vez, por Jacques Molitor, Éditions Costes, tres tomos, 1927-1928, como parte de Œuvres complètes de KARL MARX.

## Recepción
Esta obra es de las menos conocidas y estudiadas de Karl Marx. Ha sido evaluada de forma mixta.
Wilhelm Wolff y Ferdinand Lasalle elogiaron el libro considerándolo una «obra de arte» y «magnífico», respectivamente. En una carta a Marx, Engels lo consideró «el mejor trabajo polémico que hayas escrito, es más simple en estilo que el Bonaparte y más efectivo para lo que fue llamado».
Pero Franz Mehring señaló que «esta polémica fue más bien un obstáculo que un acicate para la obra de su vida, por el gran sacrificio de fuerzas y de tiempo que de él exigió, sin darle nada a cambio, aparte de las grandes desazones que le causó en el seno de su familia».
David Riazanov aseguró que el panfleto de Marx fue importante y que Mehring no supo apreciarlo porque él nunca participó en el trabajo clandestino.
Manuel Sacristán menciona la disputa con Vogt al presentar otra obra de Marx (Teorías sobre la plusvalía) cuyo desarrollo fue interrumpida por aquella:

«Marx había empezado a escribir su prevista segunda entrega ya en 1859, apenas publicada la Contribución... Pero en seguida se produjo una de las frecuentes interrupciones de su trabajo científico, y quizá la más lamentable de todas, porque no se debió a dificultades insuperables (de salud o de dinero, como otras veces), sino a la dudosa necesidad de refutar y desenmascarar al "agente bonapartista" Karl Vogt. Esta tarea tan poco interesante para la posteridad interrumpió durante más de un año el trabajo científico de Marx.»

Horacio González piensa que «el libro Herr Vogt es uno de los escritos más relevantes de Marx por el modo en que juega el pensamiento dialéctico para descifrar una intriga de cancillerías.»
Néstor Kohan dice en su Marxismo para principiantes que «Marx pierde casi un año entero en una polémica con Karl Vogt» y le dedica al tema un solo párrafo.
Nicolás González Varela señala, acerca de esta división entre las opiniones positivas y negativas, que se basan en la separación entre el trabajo teórico abstracto del trabajo político práctico, y que esta separación no existe en Marx, sino que estos momentos «no tienen otra forma de manifestarse que mediada por la constante discusión que muestre por sí su verdad, en sentido de expresión plena de que determinaciones generales están presentes, y las formas particulares en las que aquellas se expresan en cada momento de una acción más concreta e inmediata.»
Andrew Kliman señala que las opiniones negativas hacia este libro que han tenido varios biógrafos de Marx (como Francis Wheen, David McLellan o Hal Draper) se deben a su nula experiencia con libelos y a que este escrito, a diferencia del resto de la obra, no les sirve para beneficiarse a sí mismos (pues Marx lo escribió únicamente para salvaguardar su honor y el de su partido).